# Загадочная натура
«Зага́дочная нату́ра» — рассказ русского писателя Антона Павловича Чехова, написанный в 1883 году. Впервые был опубликован в юмористическом журнале «Осколки» 19 марта 1883 года под псевдонимом «Антоша Чехонте».

## Персонажи
- Вольдемар — чиновник-психолог.
- Девушка — рассказчица истории.

## Сюжет
Дело происходит в купе поезда. На диване полулежит дама и обмахивает себя веером. Напротив девушки сидит губернаторский чиновник. Он изучает девушку и одновременно разговаривает с ней. Дамочка начинает просить Вольдемара рассказать, что он узнал про неё, но чиновник отказывает и просит её саму рассказать о себе. Девушка рассказывает, что была несчастна, по её словам она была страдалицей во вкусе Достоевского. Отец её был умён, но играл в карты и пил, о матери она не рассказывала, упомянув лишь что росла в бедности. Рассказчица училась в не очень хорошем институте, и в дальнейшей жизни сама пробивала себе путь. Стараясь улучшить своё положение, девушка нашла себе богатого старика-генерала. Она стала путешествовать, заниматься благотворительностью, но одновременно с этим она страдала в объятиях неприятного ей старика. После его смерти рассказчице досталось небольшое наследство, она сообщает о мечтах встретить любимого, однако сразу же прерывается, сообщая, что на её пути появился ещё один богатый старик. После окончания рассказа чиновник вздыхает.

## Публикация
После первой публикации в юмористическом журнале «Осколки» 19 марта 1883 года, рассказ также попал в сборник «Пёстрые рассказы», выпущенный в 1886 году, а позднее был включён в первый том собрания сочинений Чехова, изданного русским книгоиздателем Адольфом Марксом в 1899―1901 годах. Для публикации в собрании сочинений Чехов внёс несколько стилистических поправок и усилил иронический оттенок в характеристике персонажей.
Ещё при жизни писателя рассказ «Загадочная натура» был переведён на болгарский, немецкий, польский, сербскохорватский, чешский, финский и шведский языки.